# Can Trias (Sant Julià de Ramis)
Can Trias és una masia del municipi de Sant Julià de Ramis (Gironès) protegida com a bé cultural d'interès local.

## Descripció
És una masia de planta rectangular, i teulat a dues vessants, de planta baixa i pis. Situada perpendicularment a un bancal, de manera que un cos està a una altra alçada i té entrada independent per una porta de llinda plana. El cos central és de tres crugies. S'hi accedeix per una porta de llinda plana llarga amb inscripció "...1731". A sobre hi ha un balcó de llinda plana bisellada. Hi ha una finestra cantonera amb trencallums quadrat i llindes planes. Presenta un cos de totxo enganxat a façana i un contrafort a la cantonada sud-est, on la façana marca un reguitzell de carreus escairats que baixen des del carener fins a terra.
Hi ha una llinda amb inscripció: "SALVI TRIAS ME FECIT DIE 3 DEZEMBRE 1731".